# 刘景韶旧居
刘景韶旧居位于中国江苏省镇江市京口区永安路30号（原尚友新村6号），为建于民国的砖木结构楼房，古琴梅庵琴派艺术教育家刘景韶在镇江的住所，今为其创办的梦溪琴社所在地和琴友雅集场所之一。